# Zusam
La Zusam est une rivière allemande de 81 km de long qui coule dans le land de Bavière. Elle est un affluent en rive droite du Danube dans lequel elle se jette au niveau de la ville de Donauwörth.

## Source
- (de) Cet article est partiellement ou en totalité issu de l’article de Wikipédia en allemand intitulé « Zusam » (voir la liste des auteurs).